# حمله به سفارت بحرین در بغداد ۲۰۱۹
حمله به سفارت بحرین در بغداد  در ۲۷ ژوئن ۲۰۱۹ علیه سفارت بحرین در بغداد اتفاق افتاد. این حمله به دست گروهی از نیروهای وابسته به بسیج مردمی عراق (حشد الشعبی) صورت گرفت. دلیل این حمله کنفرانس صلح اقتصادی بحرین در منامه پایتخت بحرین بود. معترضان به تخریب و سوزاندن بخش‌هایی از سفارت و پرچم بحرین پرداختند و به جای آن پرچم فلسطین را به اهتزاز درآورند. پس از حمله، پادشاهی بحرین سفیر خود را از بغداد برای مشاوره فراخواند. از سوی دیگر دولت عراق ضمن ابراز اینکه «امنیت سفارتخانه‌ها خط قرمز این دولت است»، این حمله را محکوم کرد.